# Allred (Texas)
Allred ist ein gemeindefreies Gebiet in Yoakum County in Texas, USA.

## Lage
Allred liegt etwa 5 Kilometer nordwestlich von Denver City und etwa 20 Kilometer entfernt von der Grenze zum US-Bundesstaat New Mexico.

## Geschichte
Allred wurde 1938 gegründet. 1938 wurde in Allred ein Postamt eröffnet, das bis 1957 in Betrieb blieb.

## Name
Der Ort wurde nach James V. Allred, dem 33. Gouverneur von Texas, benannt.